# Stanley Dziedzic
Stanley Dziedzic est un lutteur américain spécialiste de la lutte libre né le 5 avril 1949 à Allentown (Pennsylvanie).

## Biographie
Lors des Jeux olympiques d'été de 1976, il remporte la médaille de bronze en combattant dans la catégorie des -74 kg.